# Петлин, Валерий Николаевич
Петлин Валерий Николаевич (род. 15 марта 1951, Кривой Рог, Днепропетровская область) — советский и украинский учёный-географ, доктор географических наук (1999), профессор (1999), специалист в области конструктивной географии, ландшафтоведения и картографии. Заведующий кафедрой конструктивной географии и картографии Львовского университета.

## Биография
Родился 15 марта 1951 года в городе Кривой Рог Днепропетровской области УССР.
В Кривом Роге окончил школу и Криворожский горный техникум.
В 1976 году окончил географический факультет Львовского государственного университета. В 1979—1988 годах работал инженером на Черногорском географическом стационаре Львовского университета. В 1988 году защитил кандидатскую диссертацию на тему «Динамика и развитие природных территориальных комплексов Черногорского ландшафта» в отделении географии АН УССР.
В 1999 году защитил докторскую диссертацию на тему «Закономерности организации ландшафтных фаций» в Одесском университете. Работал ассистентом, доцентом и профессором кафедры физической географии.
В 2008 году возглавил кафедру конструктивной географии и картографии Львовского университета.

## Научная деятельность
Специалист в области конструктивной географии, ландшафтоведения и картографии. Автор более 150 научных работ, в том числе ряда монографий и учебных пособий.
Основные научные интересы связаны с теорией и методологией конструктивной географии, ландшафтно-экологической экспертизой, экспериментальным ландшафтоведением и синергетикой ландшафтных систем. Один из первых в Украине применил методы исследования ландшафтных систем с позиции теории полей.
Председатель Львовского отделения Украинского географического общества, член Национального комитета географов Украины, член экспертного совета ВАК Украины, заместителеь председателя специализированного совета по защите докторских диссертаций во Львовском университете.

### Научные труды
- Прикладное ландшафтоведение (1993);
- Закономерности организации ландшафтных фаций (1998);
- Ландшафтно-экологическая экспертиза (2005);
- Синергетика ландшафта (2005);
- Конструктивное ландшафтоведение (2006);
- Концепции современного ландшафтоведения (2006);
- Стратегия ландшафта (2007);
- Экологические механизмы организации природных территориальных систем (2008);
- Методология и методика экспериментальных ландшафтных исследований (2009);
- Конструктивная география (2010);
- Системная природная география (2011).